# Leuco-colorant
 (signalé en mai 2025).
Si vous disposez d'ouvrages ou d'articles de référence ou si vous connaissez des sites web de qualité traitant du thème abordé ici, merci de compléter l'article en donnant les références utiles à sa vérifiabilité et en les liant à la section « Notes et références ».
- Archive Wikiwix
- Bing
- Cairn
- DuckDuckGo
- E. Universalis
- Gallica
- Google
- G. Books
- G. News
- G. Scholar
- Persée
- Qwant
- (zh) Baidu
- (ru) Yandex
- (wd) trouver des œuvres sur Wikidata

Un leuco-colorant (du grec ancien λευκός, leukόs, signifiant "blanc") est un colorant dont les molécules peuvent prendre deux formes différentes : une forme colorée et une forme transparente (la forme leuco).
Typiquement, un leuco-colorant est souvent une molécule comportant un cycle qui se brise (par exemple sous l'action d'un rayonnement ultraviolet, d'une hausse de température etc.) : la molécule reste connexe et ne change pas de composition, mais ses propriétés changent, en particulier sa couleur. L'action inverse (obscurité, baisse de température, etc.) permet à la liaison de se reformer, et ainsi à la molécule de retrouver son état originel.